# Boinville-en-Mantois
Boinville-en-Mantois és un municipi francès, situat al departament d'Yvelines i a la regió de Illa de França. L'any 2007 tenia 295 habitants.
Forma part del cantó de Bonnières-sur-Seine, del districte de Mantes-la-Jolie i de la Comunitat urbana Grand Paris Seine et Oise.

## Demografia

### Població
El 2007 la població de fet de Boinville-en-Mantois era de 295 persones. Hi havia 102 famílies, de les quals 16 eren unipersonals (12 homes vivint sols i 4 dones vivint soles), 41 parelles sense fills, 33 parelles amb fills i 12 famílies monoparentals amb fills.
La població ha evolucionat segons el següent gràfic:
Habitants censats

### Habitatges
El 2007 hi havia 127 habitatges, 109 eren l'habitatge principal de la família, 4 eren segones residències i 14 estaven desocupats. 121 eren cases i 6 eren apartaments. Dels 109 habitatges principals, 97 estaven ocupats pels seus propietaris, 11 estaven llogats i ocupats pels llogaters i 1 estava cedit a títol gratuït; 1 tenia una cambra, 2 en tenien dues, 11 en tenien tres, 24 en tenien quatre i 70 en tenien cinc o més. 86 habitatges disposaven pel capbaix d'una plaça de pàrquing. A 36 habitatges hi havia un automòbil i a 67 n'hi havia dos o més.

### Piràmide de població
La piràmide de població per edats i sexe el 2009 era:
| Homes | Edats   | Dones |
| ----- | ------- | ----- |
| 0     | 95 o +  | 0     |
| 0     | 90 a 94 | 0     |
| 0     | 85 a 89 | 0     |
| 4     | 80 a 84 | 0     |
| 0     | 75 a 79 | 8     |
| 4     | 70 a 74 | 0     |
| 8     | 65 a 69 | 12    |
| 8     | 60 a 64 | 16    |
| 8     | 55 a 59 | 4     |
| 4     | 50 a 54 | 4     |
| 8     | 45 a 49 | 8     |
| 20    | 40 a 44 | 8     |
| 12    | 35 a 39 | 12    |
| 16    | 30 a 34 | 20    |
| 4     | 25 a 29 | 4     |
| 12    | 20 a 24 | 8     |
| 4     | 15 a 19 | 4     |
| 12    | 10 a 14 | 12    |
| 16    | 5 a 9   | 4     |
| 12    | 0 a 4   | 12    |

## Economia
El 2007 la població en edat de treballar era de 201 persones, 155 eren actives i 46 eren inactives. De les 155 persones actives 144 estaven ocupades (80 homes i 64 dones) i 11 estaven aturades (6 homes i 5 dones). De les 46 persones inactives 17 estaven jubilades, 14 estaven estudiant i 15 estaven classificades com a «altres inactius».

### Ingressos
El 2009 a Boinville-en-Mantois hi havia 118 unitats fiscals que integraven 318 persones, la mediana anual d'ingressos fiscals per persona era de 27.860 €.

### Activitats econòmiques
Dels 17 establiments que hi havia el 2007, 4 eren d'empreses extractives, 1 d'una empresa alimentària, 1 d'una empresa de fabricació d'altres productes industrials, 4 d'empreses de construcció, 2 d'empreses de comerç i reparació d'automòbils, 1 d'una empresa de transport, 2 d'empreses de serveis, 1 d'una entitat de l'administració pública i 1 d'una empresa classificada com a «altres activitats de serveis».
Dels 4 establiments de servei als particulars que hi havia el 2009, 2 eren paletes, 1 fusteria i 1 lampisteria.
L'únic establiment comercial que hi havia el 2009 era una fleca.
L'any 2000 a Boinville-en-Mantois hi havia 4 explotacions agrícoles.

## Equipaments sanitaris i escolars
El 2009 hi havia una escola elemental integrada dins d'un grup escolar amb les comunes properes formant una escola dispersa.

## Poblacions més properes
El següent diagrama mostra les poblacions més properes.